# 사토 카요 (1988년)
사토 카요(일본어: 佐藤 かよ, 1988년 12월 26일 ~ )는 일본의 모델, 배우이다. 2010년, 과거 생물학적 남성이었음을 밝혔다.